# Raichō Hiratsuka
Raichō Hiratsuka (japonès: 平塚 らいちょう, Hiratsuka Raichō; amb ortografia antiga: 平塚 らいてう; Tòquio, 10 de febrer de 1886 - 24 de maig de 1971), nascuda Haru Hiratsuka (平塚 明, Hiratsuka Haru), fou una activista social i escriptora japonesa, considerada com la més destacada del moviment feminista del Japó contemporani.
Es graduà del Departament d'Economia Domèstica a la Universitat de Dones del Japó el 1906. Començà la seva carrera pública el 1911 amb l'organització de Seitō, un moviment literari que posà les bases del moviment d'alliberació de la dona al Japó, alhora que fundà una revista feminista amb el mateix nom. El primer número de la revista començà amb l'oració «Al començament, una dona era el Sol», considerada com la Declaració dels Drets de les Dones al país. Practicà un pensament basat en un fort individualisme al costat de la pràctica modesta de la meditació zen, combinades per mantenir el seu compromís amb els afers de les dones al llarg de la seva vida. Durant la primera dècada del segle xx, defensà els drets de les dones a un amor genuïnament romàntic. Ella mateixa s'enamorà de Hiroshi Okumura, un pintor que tenia cinc anys menys, desafiant el codi civil del moment que privava les dones casades dels seus drets individuals, acordà amb ell unes normes de convivència, registrant orgullosa els seus dos fills com il·legitims. Després de involucrar-se en el debat sobre la maternitat amb Akiko Yosano i altres, va interessar-se per temes socials durant la dècada de 1920 i fundà, amb Fusae Ichikawa, la Lliga de les Dones amb l'objectiu de demanar els mateixos drets que els homes en matèria legal i de participació política, incloent-hi el moviment sufragista. Durant la dècada següent passà al moviment cooperativista, que considerava lògic i la base per a la reforma social. Va mantenir-se en silenci durant la Segona Guerra Mundial, dedicant-se a activitats agrícoles com a pagesa, però es reincorporà a la seva carrera d'activistat durant la postguerra. Es centrà en promoure la pau mundial, formà la Federació d'Organitzacions de Dones del Japó el 1953 i ajudà a establir la Nova Associació de Dones del Japó el 1962.